# Climăuți, Dondușeni
Climăuți este un sat din raionul Dondușeni, Republica Moldova.

## Demografie

### Structura etnică
Structura etnică a satului conform recensământului populației din 2004:
| Grup etnic         | Populație | % Procentaj |
| ------------------ | --------- | ----------- |
| Moldoveni / Români | 1.192     | 97,07%      |
| Ucraineni          | 17        | 1,38%       |
| Ruși               | 12        | 0,98%       |
| Bulgari            | 5         | 0,41%       |
| Găgăuzi            | 1         | 0,08%       |
| Alții              | 1         | 0,08%       |
| Total              | 1.228     | 100%        |

## Administrație și politică
Componența Consiliului local Climăuți (9 consilieri), ales la 5 noiembrie 2023, este următoarea:
|  | Partid                                       | Consilieri | Componență | Componență | Componență | Componență | Componență |
|  | -------------------------------------------- | ---------- | ---------- | ---------- | ---------- | ---------- | ---------- |
|  | Partidul Acțiune și Solidaritate             | 5          |            |            |            |            |            |
|  | Partidul Socialiștilor din Republica Moldova | 4          |            |            |            |            |            |

## Personalități

### Născuți în Climăuți
- Semion Vainștok (n. 1947),  om de afaceri rus, fost șef al companiilor ruse de stat Transneft (1999-2007) și Olimpstroi (2007-2008)